# Циммер, Ханс
Ханс Фло́риан Ци́ммер (нем. Hans Florian Zimmer; род. 12 сентября 1957[…], Франкфурт-на-Майне, Гессен) — немецкий кинокомпозитор, известный своей музыкой к фильмам и компьютерным играм. Широко известен благодаря своим работам, которые успешно используют режиссёры в боевиках и триллерах.
Двукратный лауреат премии «Оскар» (на которую номинировался 12 раз), трёхкратный лауреат премии «Золотой глобус», четырёхкратный лауреат премии «Грэмми».
Наиболее известен музыкой к таким фильмам и мультфильмам, как «Человек дождя», «Король Лев», «Принц Египта», «Спирит: Душа прерий», «Скала», «Лучше не бывает», «Падение „Чёрного ястреба“», «Гладиатор», «Ангелы и демоны», «Перл-Харбор», «Начало», «Интерстеллар» и «Робот по имени Чаппи», «Дюна», к сериям фильмов «Пираты Карибского моря», «Тёмный рыцарь», «Шерлок Холмс», а также к играм Call of Duty: Modern Warfare 2, Crysis 2.

## Биография
Ханс Циммер родился во Франкфурте-на-Майне в еврейской семье. Ещё подростком переехал в Великобританию, где окончил частную школу Hurtwood House. Объясняя причины переезда в Великобританию на немецком телевидении, композитор сказал:

Мой отец умер, когда я был ещё ребёнком, и я как-то постепенно сбежал к музыке, которая стала моим лучшим другом

Он начал свою музыкальную карьеру с игры на клавишных и синтезаторах в группах Helden (вместе с Уорреном Канном из Ultravox) и The Buggles (сингл «Video Killed the Radio Star»). В 1980-х годах он работал вместе с кинокомпозитором Стенли Майерсом; они совместно написали музыку к таким фильмам, как «Лунное сияние» (1982), «Ничтожество» (1985), «Моя прекрасная прачечная» (1985). Его первым крупным достижением считается 1988 год, когда написанная им главная музыкальная тема фильма «Человек дождя» была номинирована на премию Американской академии киноискусства «Оскар».
С того момента Циммер начал писать музыку для высокобюджетных фильмов: «Миссия невыполнима 2», «Багровый прилив», «Скала», «Настоящая любовь», «Гладиатор», «Шофёр мисс Дэйзи», «Принц Египта», «Перл-Харбор», «Тонкая красная линия», «Чёрный ястреб», «Мадагаскар», «Мадагаскар 2», «Код да Винчи» и саундтреки «Пираты Карибского моря: Сундук мертвеца», «Пираты Карибского моря: На краю света», «Бэтмен: Начало», «Тёмный рыцарь», «Начало» «Интерстеллар» . В 1995 году он был удостоен премии «Оскар» в номинации «Лучшая музыка» (мультфильм «Король Лев»).

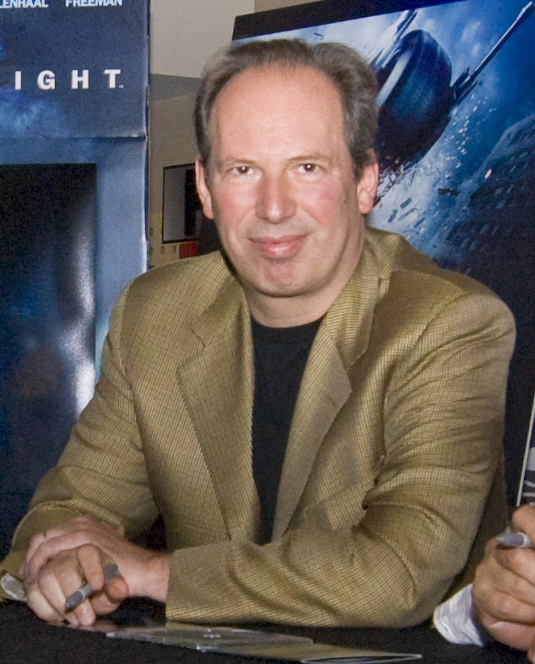
На премьере фильма «Тёмный рыцарь».

Вместе с ним в его студии «Remote Control Productions» (ранее известной как «Media Ventures») работают композиторы Стив Яблонски, Джеймс Дули, Лорн Балф и Джефф Дзанелли. Наиболее известными выходцами из «Remote Control Productions» являются композиторы Гарри Грегсон-Уильямс (Metal Gear Solid 2, Metal Gear Solid 3, Metal Gear Solid 4, Call of Duty 4: Modern Warfare, «Лев, колдунья и платяной шкаф», «Принц Персии: Пески времени»), Марк Манчина («Братец медвежонок»), Джон Пауэлл («Ледниковый период 2») и Клаус Бадельт («Ультрафиолет», Пираты Карибского моря: Проклятие Чёрной жемчужины).
8 декабря 2010 года Ханс Циммер был удостоен звезды на знаменитой Аллее славы в Голливуде.
С 2010 года пишет музыку для передачи «Сквозь червоточину» с Морганом Фрименом.
В списке «100 гениев современности», составленном газетой The Daily Telegraph, Ханс Циммер занимает 72-е место.
В 2011 году в немецком городе Кёльн состоялось вручение престижных наград «Всемирной академии саундтреков», где Циммер получил приз за лучший саундтрек года к фильму «Начало».
Автор музыки к заставке Чемпионата мира по футболу 2018.
В 2021 году Ханс Циммер написал новый гимн для ФК «Краснодар».
В 2022 году Ханс Циммер стал лауреатом премий «Золотой глобус» и «Оскар» за музыку, написанную им к фильму «Дюна».
15 марта 2022 года композитор начал свой тур по Европе вместе с 10 представителями оркестра Одесского оперного театра, которым команда артиста помогла выехать с Украины во время вторжения России на Украину. Во время концерта была исполнена композиция, посвящённая украинским женщинам, а на экране транслировали украинский флаг и фотографии женщин, служащих в Вооружённых силах Украины.

## Личная жизнь
Первой женой Циммера была модель Вики Кэролин, от которой у него есть дочь. Пара развелась в 1992 году. 3 апреля 2020 года Циммер подал на развод со своей второй женой, Сюзанной Циммер, на которой он женился в 1995 году и у них было трое детей. 15 июня 2023 года Циммер сделал предложение своей партнерше Дине Де Лука на сцене лондонской O2 Arena во время одного из своих шоу.

## Дискография
| Год  | Название фильма                                      | Примечания                                               |
| ---- | ---------------------------------------------------- | -------------------------------------------------------- |
| 1982 | «Лунное сияние»                                      | со Стенли Майерсом                                       |
| 1984 | «Возвращение в Руасси»                               | со Стенли Майерсом                                       |
| 1984 | «Успех — это лучшая месть»                           | со Стенли Майерсом                                       |
| 1986 | «Separate Vacations»                                 | со Стенли Майерсом                                       |
| 1986 | «Нулевые ребята»                                     | со Стенли Майерсом                                       |
| 1987 | «Предельная выдержка»                                | со Стенли Майерсом                                       |
| 1987 | «Разделённый мир»                                    |                                                          |
| 1987 | «Полицейская история»                                | Американская версия                                      |
| 1988 | «Человек дождя»                                      | номинация на премию «Оскар»                              |
| 1988 | «Жгучая тайна»                                       |                                                          |
| 1988 | «Нет выбора»                                         | со Стенли Майерсом                                       |
| 1988 | «Страна чудес»                                       |                                                          |
| 1988 | «Бумажный дом»                                       |                                                          |
| 1989 | «Prisoner of Rio»                                    |                                                          |
| 1989 | «Смерч» (англ. Twister)                              |                                                          |
| 1989 | «Чёрный дождь»                                       |                                                          |
| 1989 | «Шофёр мисс Дэйзи»                                   |                                                          |
| 1989 | «Тёмная одержимость»                                 |                                                          |
| 1990 | «Тихоокеанские высоты»                               |                                                          |
| 1990 | «Кошмар в полдень»                                   | со Стенли Майерсом                                       |
| 1990 | «Джо из Чикаго и стриптизерша»                       | с Ширли Уокер                                            |
| 1990 | «Превратности судьбы»                                |                                                          |
| 1990 | «Дни грома»                                          |                                                          |
| 1990 | «Птичка на проводе»                                  |                                                          |
| 1990 | «Вид на жительство»                                  |                                                          |
| 1991 | «Тельма и Луиза»                                     |                                                          |
| 1991 | «Что касается Генри»                                 |                                                          |
| 1991 | «Там, где покоится зло»                              | с Марком Манчиной                                        |
| 1991 | «Огненный вихрь»                                     |                                                          |
| 1991 | «К2: Предельная высота»                              |                                                          |
| 1992 | «Игрушки»                                            |                                                          |
| 1992 | «Шпионские страсти»                                  | с Фиакрой Тенч                                           |
| 1992 | «Стремящийся ввысь»                                  |                                                          |
| 1992 | «Их собственная лига»                                |                                                          |
| 1992 | «Сила личности»                                      |                                                          |
| 1993 | «Янгер и Янгер»                                      |                                                          |
| 1993 | «Дом духов»                                          |                                                          |
| 1993 | «Настоящая любовь»                                   | с Марком Манчиной                                        |
| 1993 | «Возврата нет»                                       |                                                          |
| 1993 | «Девушка из календаря»                               |                                                          |
| 1993 | «Крутые виражи»                                      | c Ником Гленни-Смитом                                    |
| 1994 | «Зона высадки»                                       |                                                          |
| 1994 | «Человек эпохи Возрождения»                          |                                                          |
| 1994 | «Я согласен на всё»                                  |                                                          |
| 1994 | «Король Лев»                                         |                                                          |
| 1995 | «Девять месяцев»                                     |                                                          |
| 1995 | «Вдали от Рангуна»                                   |                                                          |
| 1995 | «Багровый прилив»                                    |                                                          |
| 1995 | «Две смерти»                                         |                                                          |
| 1995 | «Тема для разговора»                                 | c Грэмом Прескеттом                                      |
| 1996 | «Жена священника»                                    |                                                          |
| 1996 | «Фанат»                                              |                                                          |
| 1996 | «Остров сокровищ маппетов»                           |                                                          |
| 1996 | «Весь огромный мир»                                  | с Гарри Грегсон-Уильямсом                                |
| 1996 | «Скала»                                              | с Ником Гленни-Смитом и Гарри Грегсон-Уильямсом          |
| 1996 | «Сломанная стрела»                                   |                                                          |
| 1997 | «Лучше не бывает»                                    |                                                          |
| 1997 | «Миротворец»                                         |                                                          |
| 1997 | «Снежное чувство Смиллы»                             | с Гарри Грегсон-Уильямсом                                |
| 1998 | «Тонкая красная линия»                               |                                                          |
| 1998 | «Принц Египта»                                       |                                                          |
| 1998 | «Последние дни»                                      |                                                          |
| 1999 | «Фактор холода»                                      | с Джоном Пауэллом                                        |
| 2000 | «Вечный мир»                                         |                                                          |
| 2000 | «Миссия невыполнима 2»                               |                                                          |
| 2000 | «Гладиатор»                                          | с Лизой Джеррард                                         |
| 2000 | «Дорога на Эльдорадо»                                | с Джоном Пауэллом                                        |
| 2001 | «Чёрный ястреб»                                      |                                                          |
| 2001 | «Сильная женщина»                                    |                                                          |
| 2001 | «Перл-Харбор»                                        |                                                          |
| 2001 | «Ганнибал»                                           |                                                          |
| 2001 | «Обещание»                                           | с другими композиторами                                  |
| 2002 | «Звонок»                                             |                                                          |
| 2002 | «Спирит: Душа прерий»                                | с Брайаном Адамсом                                       |
| 2003 | «Последний самурай»                                  |                                                          |
| 2003 | «Любовь по правилам и без»                           | с другими композиторами                                  |
| 2003 | «Великолепная афера»                                 |                                                          |
| 2003 | «Слёзы солнца»                                       |                                                          |
| 2003 | «Пираты Карибского моря: Проклятие Чёрной жемчужины» | с Клаусом Бадельтом                                      |
| 2004 | «Испанский английский»                               |                                                          |
| 2004 | «Звезда Лауры»                                       | c Ником Гленни-Смитом                                    |
| 2004 | «Подводная братва»                                   |                                                          |
| 2004 | «Король Артур»                                       |                                                          |
| 2004 | «Предвестники бури»                                  | с Рамином Джавади                                        |
| 2005 | «Синоптик»                                           | с Джеймсом Ливайном                                      |
| 2005 | «Приключения белого медведя 2»                       | c Ником Гленни-Смитом                                    |
| 2005 | «Мадагаскар»                                         |                                                          |
| 2005 | «Звонок 2»                                           | с другими композиторами                                  |
| 2005 | «Бэтмен: Начало»                                     | с Джеймсом Ньютоном Ховардом                             |
| 2006 | «Пираты Карибского моря: Сундук мертвеца»            |                                                          |
| 2006 | «Код да Винчи»                                       |                                                          |
| 2006 | «Спасительный рассвет»                               |                                                          |
| 2006 | «Отпуск по обмену»                                   |                                                          |
| 2007 | «Пираты Карибского моря: На краю света»              |                                                          |
| 2007 | «Август Раш»                                         | Заглавная тема                                           |
| 2007 | «Симпсоны в кино»                                    | с Лорном Балфом                                          |
| 2008 | «Тёмный рыцарь»                                      | с Джеймсом Ньютоном Ховардом                             |
| 2008 | «Кунг-фу панда»                                      | с Джоном Пауэллом                                        |
| 2008 | «Мадагаскар 2»                                       |                                                          |
| 2008 | «Пылающая равнина»                                   | с Омаром Родригесом-Лопесом                              |
| 2008 | «Фрост против Никсона»                               |                                                          |
| 2008 | «Casi Divas»                                         |                                                          |
| 2009 | «Ангелы и демоны»                                    |                                                          |
| 2009 | «Call of Duty: Modern Warfare 2» (Компьютерная игра) | с Лорном Балфом                                          |
| 2009 | «Шерлок Холмс»                                       |                                                          |
| 2009 | «Рок-волна»                                          |                                                          |
| 2010 | «Начало»                                             |                                                          |
| 2010 | «Мегамозг»                                           | с Лорном Балфом                                          |
| 2010 | «Гадкий я»                                           |                                                          |
| 2010 | «Генрих Наваррский»                                  | с Генри Джекманом                                        |
| 2011 | «Пираты Карибского моря: На странных берегах»        | с Родриго и Габриэла                                     |
| 2011 | «Ранго»                                              |                                                          |
| 2011 | «Кунг-фу панда 2»                                    | с Джоном Пауэллом                                        |
| 2011 | «Шерлок Холмс: Игра теней»                           |                                                          |
| 2011 | «Дилемма»                                            | с Лорном Балфом                                          |
| 2011 | «Crysis 2» (Компьютерная игра)                       | с Бориславом Славовым, Лорном Балфом и Тиллманом Силеску |
| 2012 | «Тёмный рыцарь: Возрождение легенды»                 |                                                          |
| 2012 | «Утраченный символ»                                  |                                                          |
| 2012 | «Мадагаскар 3»                                       |                                                          |
| 2013 | «Человек из стали»                                   |                                                          |
| 2013 | «Одинокий рейнджер»                                  |                                                          |
| 2013 | «Гонка»                                              |                                                          |
| 2013 | «Библия» (мини-сериал)                               | с Лорном Балфом                                          |
| 2013 | «12 лет рабства»                                     |                                                          |
| 2014 | «Любовь сквозь время»                                | с Рупертом Грегсоном-Уильямсом                           |
| 2014 | «Новый Человек-паук. Высокое напряжение»             |                                                          |
| 2014 | «Сын Божий»                                          | с Лорном Балфом                                          |
| 2014 | «Интерстеллар»                                       |                                                          |
| 2015 | «Робот по имени Чаппи»                               |                                                          |
| 2015 | «Сыны свободы»                                       |                                                          |
| 2015 | «Всё, что у меня есть»                               | c Джонни Марром                                          |
| 2015 | «Маленький принц»                                    |                                                          |
| 2016 | «Кунг-фу панда 3»                                    |                                                          |
| 2016 | «Бэтмен против Супермена: На заре справедливости»    | с Junkie XL                                              |
| 2016 | «Последнее лицо»                                     |                                                          |
| 2016 | «Инферно»                                            |                                                          |
| 2016 | «Планета Земля II»                                   | Написал основную музыкальную тему                        |
| 2016 | «Корона»                                             | Написал начальную тему                                   |
| 2017 | «Босс-молокосос»                                     | со Стивом Маццаро                                        |
| 2017 | «Дюнкерк»                                            |                                                          |
| 2017 | «Бегущий по лезвию 2049»                             | с Бенджамином Уоллфишом                                  |
| 2019 | «Люди Икс: Тёмный Феникс»                            |                                                          |
| 2019 | «Король Лев»                                         |                                                          |
| 2020 | «Губка Боб в бегах»                                  | со Стивом Маццаро                                        |
| 2020 | «Элегия Хиллбилли»                                   |                                                          |
| 2020 | «Чудо-женщина: 1984»                                 |                                                          |
| 2021 | «Дюна»                                               |                                                          |
| 2021 | «Не время умирать»                                   |                                                          |
| 2021 | «Босс-молокосос 2»                                   | со Стивом Маццаро                                        |
| 2021 | «Гарри Хафт: Последний бой»                          |                                                          |
| 2022 | «Топ Ган: Мэверик»                                   | с Харольдом Фальтермайером                               |
| 2022 | «Доисторическая планета»                             |                                                          |
| 2022 | «Сын»                                                |                                                          |
| 2023 | «Создатель»                                          |                                                          |
| 2024 | «Дюна: Часть вторая»                                 |                                                          |
| 2024 | «Кунг-фу панда 4»                                    |                                                          |
| 2025 | «Формула-1»                                          |                                                          |

## Награды и номинации
- Офицер ордена «За заслуги перед Федеративной Республикой Германия» (2018)[22]

| Премия           | Год  | Фильм                                                                   | Категория                                            | Результат |
| ---------------- | ---- | ----------------------------------------------------------------------- | ---------------------------------------------------- | --------- |
| «Оскар»          | 1989 | «Человек дождя»                                                         | Лучшая музыка к фильму                               | Номинация |
| «Оскар»          | 1995 | «Король Лев»                                                            | Лучшая музыка к фильму                               | Победа    |
| «Оскар»          | 1997 | «Жена священника»                                                       | Лучшая музыка к фильму                               | Номинация |
| «Оскар»          | 1998 | «Лучше не бывает»                                                       | Лучшая музыка к фильму                               | Номинация |
| «Оскар»          | 1999 | «Принц Египта»                                                          | Лучшая музыка к фильму                               | Номинация |
| «Оскар»          | 1999 | «Тонкая красная линия»                                                  | Лучшая музыка к фильму                               | Номинация |
| «Оскар»          | 2001 | «Гладиатор»                                                             | Лучшая музыка к фильму                               | Номинация |
| «Оскар»          | 2010 | «Шерлок Холмс»                                                          | Лучшая музыка к фильму                               | Номинация |
| «Оскар»          | 2011 | «Начало»                                                                | Лучшая музыка к фильму                               | Номинация |
| «Оскар»          | 2015 | «Интерстеллар»                                                          | Лучшая музыка к фильму                               | Номинация |
| «Оскар»          | 2018 | «Дюнкерк»                                                               | Лучшая музыка к фильму                               | Номинация |
| «Оскар»          | 2022 | «Дюна»                                                                  | Лучшая музыка к фильму                               | Победа    |
| «Золотой глобус» | 1995 | «Король Лев»                                                            | Лучшая музыка к фильму                               | Победа    |
| «Золотой глобус» | 1999 | «Принц Египта»                                                          | Лучшая музыка к фильму                               | Номинация |
| «Золотой глобус» | 2001 | «Гладиатор»                                                             | Лучшая музыка к фильму                               | Победа    |
| «Золотой глобус» | 2002 | «Пёрл-Харбор»                                                           | Лучшая музыка к фильму                               | Номинация |
| «Золотой глобус» | 2003 | «Спирит: Душа прерий»                                                   | Лучшая песня                                         | Номинация |
| «Золотой глобус» | 2004 | «Последний самурай»                                                     | Лучшая музыка к фильму                               | Номинация |
| «Золотой глобус» | 2005 | «Испанский английский»                                                  | Лучшая музыка к фильму                               | Номинация |
| «Золотой глобус» | 2007 | «Код да Винчи»                                                          | Лучшая музыка к фильму                               | Номинация |
| «Золотой глобус» | 2009 | «Фрост против Никсона»                                                  | Лучшая музыка к фильму                               | Номинация |
| «Золотой глобус» | 2011 | «Начало»                                                                | Лучшая музыка к фильму                               | Номинация |
| «Золотой глобус» | 2014 | «12 лет рабства»                                                        | Лучшая музыка к фильму                               | Номинация |
| «Золотой глобус» | 2015 | «Интерстеллар»                                                          | Лучшая музыка к фильму                               | Номинация |
| «Золотой глобус» | 2017 | «Скрытые фигуры»                                                        | Лучшая музыка к фильму                               | Номинация |
| «Золотой глобус» | 2018 | «Дюнкерк»                                                               | Лучшая музыка к фильму                               | Номинация |
| «Золотой глобус» | 2022 | «Дюна»                                                                  | Лучшая музыка к фильму                               | Победа    |
| BAFTA            | 1992 | «Тельма и Луиза»                                                        | Лучшая музыка к фильму                               | Номинация |
| BAFTA            | 1995 | «Король Лев»                                                            | Лучшая музыка к фильму                               | Номинация |
| BAFTA            | 2001 | «Гладиатор»                                                             | Лучшая музыка к фильму                               | Номинация |
| BAFTA            | 2009 | «Тёмный рыцарь»                                                         | Лучшая музыка к фильму                               | Номинация |
| BAFTA            | 2011 | «Начало»                                                                | Лучшая музыка к фильму                               | Номинация |
| BAFTA            | 2014 | «12 лет рабства»                                                        | Лучшая музыка к фильму                               | Номинация |
| BAFTA            | 2015 | «Интерстеллар»                                                          | Лучшая музыка к фильму                               | Номинация |
| BAFTA            | 2018 | «Дюнкерк»                                                               | Лучшая музыка к фильму                               | Номинация |
| BAFTA            | 2018 | «Бегущий по лезвию 2049»                                                | Лучшая музыка к фильму                               | Номинация |
| BAFTA            | 2022 | «Дюна»                                                                  | Лучшая музыка к фильму                               | Победа    |
| «Сатурн»         | 1993 | «Игрушки»                                                               | Лучшая музыка к фильму                               | Номинация |
| «Сатурн»         | 1996 | «Багровый прилив»                                                       | Лучшая музыка к фильму                               | Номинация |
| «Сатурн»         | 1997 | «Скала»                                                                 | Лучшая музыка к фильму                               | Номинация |
| «Сатурн»         | 1999 | «Принц Египта»                                                          | Лучшая музыка к фильму                               | Номинация |
| «Сатурн»         | 2001 | «Гладиатор»                                                             | Лучшая музыка к фильму                               | Номинация |
| «Сатурн»         | 2001 | «Дорога на Эльдорадо»                                                   | Лучшая музыка к фильму                               | Номинация |
| «Сатурн»         | 2006 | «Бэтмен: Начало»                                                        | Лучшая музыка к фильму                               | Номинация |
| «Сатурн»         | 2009 | «Тёмный рыцарь»                                                         | Лучшая музыка к фильму                               | Победа    |
| «Сатурн»         | 2010 | «Шерлок Холмс»                                                          | Лучшая музыка к фильму                               | Номинация |
| «Сатурн»         | 2011 | «Начало»                                                                | Лучшая музыка к фильму                               | Победа    |
| «Сатурн»         | 2013 | «Тёмный рыцарь: Возрождение легенды»                                    | Лучшая музыка к фильму                               | Номинация |
| «Сатурн»         | 2015 | «Интерстеллар»                                                          | Лучшая музыка к фильму                               | Победа    |
| «Грэмми»         | 1991 | «Шофёр мисс Дэйзи»                                                      | Лучший саундтрек для визуальных медиа                | Номинация |
| «Грэмми»         | 1995 | «Король Лев»                                                            | Лучший саундтрек для визуальных медиа                | Номинация |
| «Грэмми»         | 1995 | «Король Лев»                                                            | Лучший музыкальный альбом для детей                  | Победа    |
| «Грэмми»         | 1995 | «Король Лев»                                                            | Лучший аккомпанемент                                 | Победа    |
| «Грэмми»         | 1996 | «Багровый прилив»                                                       | Лучший саундтрек для визуальных медиа                | Победа    |
| «Грэмми»         | 2000 | «Принц Египта»                                                          | Лучший альбом-саундтрек                              | Номинация |
| «Грэмми»         | 2001 | «Гладиатор»                                                             | Лучший саундтрек для визуальных медиа                | Номинация |
| «Грэмми»         | 2007 | «Код да Винчи»                                                          | Лучший саундтрек для визуальных медиа                | Номинация |
| «Грэмми»         | 2007 | «Пираты Карибского моря: Сундук мертвеца»                               | Лучший саундтрек для визуальных медиа                | Номинация |
| «Грэмми»         | 2009 | «Тёмный рыцарь»                                                         | Лучший саундтрек для визуальных медиа                | Победа    |
| «Грэмми»         | 2011 | «Шерлок Холмс»                                                          | Лучший саундтрек для визуальных медиа                | Номинация |
| «Грэмми»         | 2011 | «Начало»                                                                | Лучший саундтрек для визуальных медиа                | Номинация |
| «Грэмми»         | 2013 | «Тёмный рыцарь: Возрождение легенды»                                    | Лучший саундтрек для визуальных медиа                | Номинация |
| «Грэмми»         | 2016 | «Интерстеллар»                                                          | Лучший саундтрек для визуальных медиа                | Номинация |
| «Грэмми»         | 2018 | «Скрытые фигуры»                                                        | Лучший саундтрек для визуальных медиа                | Номинация |
| «Грэмми»         | 2018 | «Дюнкерк»                                                               | Лучший саундтрек для визуальных медиа                | Номинация |
| «Грэмми»         | 2020 | «Король Лев»                                                            | Лучший саундтрек для визуальных медиа                | Номинация |
| «Грэмми»         | 2020 | «Король Лев»                                                            | Лучший компиляционный саундтрек для визуальных медиа | Номинация |
| «Грэмми»         | 2022 | «Дюна»                                                                  | Лучший саундтрек для визуальных медиа                | Ожидается |
| «Эмми»           | 2010 | «Тихий океан»                                                           | Лучшая музыка к мини-сериалу или телефильму          | Номинация |
| «Эмми»           | 2017 | «Гений»                                                                 | Лучшая заглавная музыка                              | Номинация |
| «Выбор критиков» | 2001 | «Гладиатор»                                                             | Лучшая музыка к фильму                               | Победа    |
| «Выбор критиков» | 2004 | «Последний самурай»                                                     | Лучшая музыка к фильму                               | Номинация |
| «Выбор критиков» | 2007 | «Код да Винчи»                                                          | Лучшая музыка к фильму                               | Номинация |
| «Выбор критиков» | 2009 | «Тёмный рыцарь»                                                         | Лучшая музыка к фильму                               | Номинация |
| «Выбор критиков» | 2010 | «Шерлок Холмс»                                                          | Лучшая музыка к фильму                               | Номинация |
| «Выбор критиков» | 2011 | «Начало»                                                                | Лучшая музыка к фильму                               | Номинация |
| «Выбор критиков» | 2014 | «12 лет рабства»                                                        | Лучшая музыка к фильму                               | Номинация |
| «Выбор критиков» | 2015 | «Интерстеллар»                                                          | Лучшая музыка к фильму                               | Номинация |
| «Выбор критиков» | 2018 | «Дюнкерк»                                                               | Лучшая музыка к фильму                               | Номинация |
| «Выбор критиков» | 2018 | «Бегущий по лезвию 2049»                                                | Лучшая музыка к фильму                               | Номинация |
| «Выбор критиков» | 2022 | «Дюна»                                                                  | Лучшая музыка к фильму                               | Победа    |
| «Спутник»        | 1999 | «Тонкая красная линия»                                                  | Лучшая музыка к фильму                               | Победа    |
| «Спутник»        | 2001 | «Гладиатор»                                                             | Лучшая музыка к фильму                               | Победа    |
| «Спутник»        | 2002 | «Ганнибал»                                                              | Лучшая музыка к фильму                               | Номинация |
| «Спутник»        | 2004 | «Последний самурай»                                                     | Лучшая музыка к фильму                               | Победа    |
| «Спутник»        | 2006 | «Код Да Винчи»                                                          | Лучшая музыка к фильму                               | Номинация |
| «Спутник»        | 2010 | «Начало»                                                                | Лучшая музыка к фильму                               | Победа    |
| «Спутник»        | 2014 | «12 лет рабства»                                                        | Лучшая музыка к фильму                               | Номинация |
| «Спутник»        | 2015 | «Интерстеллар»                                                          | Лучшая музыка к фильму                               | Номинация |
| «Спутник»        | 2017 | «Скрытые фигуры»                                                        | Лучшая музыка к фильму                               | Номинация |
| «Спутник»        | 2018 | «Дюнкерк»                                                               | Лучшая музыка к фильму                               | Номинация |
| «Спутник»        | 2019 | «Вдовы»                                                                 | Лучшая музыка к фильму                               | Номинация |
| «Спутник»        | 2022 | «Дюна»                                                                  | Лучшая музыка к фильму                               | Победа    |
| BRIT Awards      | 2013 | «Тёмный рыцарь: Возрождение легенды» (2012) и «Человек из стали» (2013) | Композитор года                                      | Победа    |